# Total: From Joy Division to New Order
Total è una raccolta di brani di due band musicali: i Joy Division, capitanati dal carismatico Ian Curtis, e i New Order, gruppo formato dai reduci del gruppo precedente (con la tastierista Gillian Gilbert) in seguito alla scomparsa del leader.
La peculiarità dell'album è quella di mescolare le tracce più famose della prima e della seconda formazione; a queste è aggiunto l'inedito Hellbent dei New Order. L'album può dunque rappresentare un'opportunità per quanti desiderino ascoltare una summa che connette i percorsi musicali dei due gruppi.

## Tracce
1. Transmission (Joy Division)
2. Love Will Tear Us Apart (Joy Division)
3. Isolation (Joy Division)
4. She's lost control (Joy Division)
5. Atmosphere (Joy Division)
6. Ceremony (New Order)
7. Temptation (New Order)
8. Blue Monday (New Order)
9. Thieves Like Us (New Order)
10. The Perfect Kiss (New Order)
11. Bizarre Love Triangle (New Order)
12. True Faith (New Order)
13. Fine Time (New Order)
14. World in Motion (New Order)
15. Regret (New Order)
16. Crystal (New Order)
17. Krafty (New Order)
18. Hellbent (New Order, inedito)